# Austria en la Copa Mundial de Fútbol de 1998
La selección de Austria fue uno de los 32 países participantes de la Copa Mundial de Fútbol de 1998, realizada en Francia.
Su participación en la Copa Mundial de Fútbol de 1998, es la séptima del equipo austriaco, en la historia del torneo.
Austria llegaba al Mundial como uno de los equipos más fuertes del continente europeo. Allí, participó del Grupo B donde enfrentó a los equipos de Italia, Chile y Camerún. Pero no tuvo mucha suerte, porque los austriacos quedaron terceros en el grupo, detrás de los italianos y los chilenos y superando solamente a los camerunenses, justamente empató en el tercer lugar con los africanos, pero tenía mejor diferencia de goles, aunque no les alcanzó para avanzar, porque los seleccionados de Italia y Chile, que eran los favoritos del grupo, fueron los que finalmente pasaron de ronda.

## Clasificación

### Grupo 4
| Equipo        | Pts | PJ | PG | PE | PP | GF | GC | DF  |
| ------------- | --- | -- | -- | -- | -- | -- | -- | --- |
| Austria       | 25  | 10 | 8  | 1  | 1  | 17 | 4  | 13  |
| Escocia       | 23  | 10 | 7  | 2  | 1  | 15 | 3  | 12  |
| Suecia        | 21  | 10 | 7  | 0  | 3  | 16 | 9  | 7   |
| Letonia       | 10  | 10 | 3  | 1  | 6  | 10 | 14 | -4  |
| Estonia       | 4   | 10 | 1  | 1  | 8  | 4  | 16 | -12 |
| Liechtenstein | 4   | 10 | 1  | 1  | 8  | 5  | 21 | -16 |

| Fecha                    | Lugar     | Partido     | Partido | Partido | Partido | Partido     |
| ------------------------ | --------- | ----------- | ------- | ------- | ------- | ----------- |
| 31 de agosto de 1996     | Viena     | Austria     |         | 0:0     |         | Escocia     |
| 9 de octubre de 1996     | Estocolmo | Suecia      |         | 0:1     |         | Austria     |
| 9 de noviembre de 1996   | Viena     | Austria     |         | 2:1     |         | Letonia     |
| 2 de abril de 1997       | Glasgow   | Escocia     |         | 2:0     |         | Austria     |
| 30 de abril de 1997      | Viena     | Austria     |         | 2:0     |         | Estonia     |
| 8 de junio de 1997       | Riga      | Letonia     |         | 1:3     |         | Austria     |
| 20 de agosto de 1997     | Tallin    | Estonia     |         | 0:3     |         | Austria     |
| 6 de septiembre de 1997  | Viena     | Austria     |         | 1:0     |         | Suecia      |
| 10 de septiembre de 1997 | Minsk     | Bielorrusia |         | 0:1     |         | Austria     |
| 11 de octubre de 1997    | Viena     | Austria     |         | 4:0     |         | Bielorrusia |

## Jugadores
Datos corresponden a situación previo al inicio del torneo
| #  | Nombre               | Posición      | Edad | PJ Sel | Club              |
| -- | -------------------- | ------------- | ---- | ------ | ----------------- |
| 1  | Michael Konsel       | Portero       | 36   | -      | AS Roma           |
| 2  | Markus Schopp        | Mediocampista | 24   | -      | Strum Graz        |
| 3  | Peter Schöttel       | Defensa       | 31   | -      | Rapid Viena       |
| 4  | Anton Pfeffer        | Defensa       | 32   | -      | Austria Viena     |
| 5  | Wolfgang Feiersinger | Defensa       | 33   | -      | Borussia Dortmund |
| 6  | Walter Kogler        | Defensa       | 30   | -      | AS Cannes         |
| 7  | Mario Haas           | Delantero     | 23   | -      | Strum Graz        |
| 8  | Heimo Pfeifenberger  | Mediocampista | 31   | -      | Werder Bremen     |
| 9  | Ivica Vastić         | Delantero     | 28   | -      | Strum Graz        |
| 10 | Andreas Herzog       | Mediocampista | 29   | -      | Werder Bremen     |
| 11 | Martin Amerhauser    | Delantero     | 23   | -      | Austria Salzburgo |
| 12 | Martin Hiden         | Defensa       | 25   | -      | Leeds United      |
| 13 | Harald Cerny         | Mediocampista | 24   | -      | Múnich 1860       |
| 14 | Hannes Reinmayr      | Delantero     | 28   | -      | Strum Graz        |
| 15 | Arnold Wetl          | Mediocampista | 28   | -      | Rapid Viena       |
| 16 | Franz Wohlfahrt      | Portero       | 33   | -      | VfB Stuttgart     |
| 17 | Roman Mählich        | Mediocampista | 26   | -      | Strum Graz        |
| 18 | Peter Stöger         | Mediocampista | 32   | -      | LASK Linz         |
| 19 | Anton Polster (c)    | Delantero     | 34   | -      | FC Koln           |
| 20 | Andreas Heraf        | Defensa       | 30   | -      | Rapid Viena       |
| 21 | Wolfgang Knaller     | Portero       | 36   | -      | Austria Viena     |
| 22 | Dietmar Kühbauer     | Mediocampista | 27   | -      | Real Sociedad     |
| DT | Herbert Prohaska     |               |      |        |                   |

## Participación

### Primera fase
| Equipo  | Pts | PJ | PG | PE | PP | GF | GC | Dif |
| ------- | --- | -- | -- | -- | -- | -- | -- | --- |
| Italia  | 7   | 3  | 2  | 1  | 0  | 7  | 3  | 4   |
| Chile   | 3   | 3  | 0  | 3  | 0  | 4  | 4  | 0   |
| Austria | 2   | 3  | 0  | 2  | 1  | 3  | 4  | -1  |
| Camerún | 2   | 3  | 0  | 2  | 1  | 2  | 5  | -3  |

| 11 de junio de 1998, 21:00 | Camerún    | 1:1 (0:0) | Austria       | Stade de Toulouse, Toulouse                                              |                                                                          |
|                            | Njanka 77' | Reporte   | Polster 90+1' | Asistencia: 33.500 espectadores Árbitro(s): Epifanio González (Paraguay) | Asistencia: 33.500 espectadores Árbitro(s): Epifanio González (Paraguay) |

| 17 de junio de 1998, 17:30 | Chile     | 1:1 (0:0) | Austria      | Stade Geoffroy-Guichard, Saint-Étienne                              |                                                                     |
|                            | Salas 70' | Reporte   | Vastić 90+2' | Asistencia: 30.600 espectadores Árbitro(s): Gamal Ghandour (Egipto) | Asistencia: 30.600 espectadores Árbitro(s): Gamal Ghandour (Egipto) |

| 23 de junio de 1998, 16:00 | Italia                    | 2:1 (0:0) | Austria             | Stade de France, Saint-Denis                                         |                                                                      |
|                            | Vieri 48' · R. Baggio 90' | Reporte   | Herzog 90+2' (pen.) | Asistencia: 80.000 espectadores Árbitro(s): Paul Durkin (Inglaterra) | Asistencia: 80.000 espectadores Árbitro(s): Paul Durkin (Inglaterra) |